# Trichosalpinx
Trichosalpinx es un género que tiene asignada 107 especies de orquídeas, de la tribu Epidendreae perteneciente a la familia (Orchidaceae). 

## Hábitat
Se encuentran en los bosques húmedos tropicales desde el sur de México hasta el sur de Brasil y en las islas del Caribe.

## Descripción
Este género esta estrechamente relacionado con Pleurothallis del que difiere en la forma de su  ramicauls y en el florecimiento apical de la inflorescencia con varias flores abiertas.

## Especies deTrichosalpinx
- Trichosalpinx acestrochila Luer (2002)
- Trichosalpinx acremona (Luer) Luer (1983)
- Trichosalpinx alabastra (Luer & R. Escobar) Luer (1983)
- Trichosalpinx amygdalodora (Kraenzl.) Luer (1997)
- Trichosalpinx arbuscula (Lindl.) Luer (1983)
- Trichosalpinx atropurpurea Luer & Hirtz (1997)
- Trichosalpinx ballatrix Luer & R. Escobar (1984)
- Trichosalpinx barbelifera Luer & R. Vásquez (1997)
- Trichosalpinx berlineri (Luer) Luer (1983)
- Trichosalpinx blaisdellii (S.Watson) Luer (1983)
- Trichosalpinx bricenoensis Luer & R. Escobar (1997)
- Trichosalpinx calceolaris Luer & R. Escobar (1997)
- Trichosalpinx carinilabia (Luer) Luer (1983)
- Trichosalpinx caudata Luer & R. Escobar (1997)
- Trichosalpinx cedralensis (Ames) Luer (1983)
- Trichosalpinx chaetoglossa (Luer) Luer (1983)
- Trichosalpinx chamaelepanthes (Rchb.f.) Luer (1983)
- Trichosalpinx ciliaris (Lindl.) Luer (1983) - especie tipo
- Trichosalpinx costata (Luer & R.Vásquez) Luer (1983)
- Trichosalpinx crucilabia (Ames & Correll) Luer (1983)
- Trichosalpinx cryptantha (Barb.Rodr.) Luer (1983)
- Trichosalpinx dalstroemii Luer (1997)
- Trichosalpinx deceptrix Carnevali & I. Ramírez (1998)
- Trichosalpinx decorata Luer & R. Escobar (1997)
- Trichosalpinx dentialae D.E. Benn. & Christenson (2001)
- Trichosalpinx dependens (Luer) Luer (1983)
- Trichosalpinx dirhamphis (Luer) Luer (1983)
- Trichosalpinx dressleri Luer (1997)
- Trichosalpinx drosoides Carnevali & I. Ramírez (1987)
- Trichosalpinx dunstervillei Luer (1997)
- Trichosalpinx dura (Lindl.) Luer (1983)
- Trichosalpinx ectopa Luer (1991)
- Trichosalpinx egleri (Pabst) Luer (1983)
- Trichosalpinx escobarii Luer (1991)
- Trichosalpinx fasciculata Luer & Hirtz (1997)
- Trichosalpinx fissa Luer (1997)
- Trichosalpinx fruticosa Luer (1996)
- Trichosalpinx gentryi Luer (1997)
- Trichosalpinx glabra D.E. Benn. & Christenson (1994)
- Trichosalpinx hirtzii Luer (1997)
- Trichosalpinx hypocrita (Garay & Dunst.) Luer (1983)
- Trichosalpinx inaequisepala (C. Schweinf.) Luer (1983)
- Trichosalpinx inquisiviensis (Luer & R. Vásquez) Luer (1983)
- Trichosalpinx intricata (Lindl.) Lue (1983)
- Trichosalpinx jimburae Luer & Hirtz (1997)
- Trichosalpinx jostii Luer & Dalström (2006)
- Trichosalpinx lamellata Luer (1997)
- Trichosalpinx lenticularis (Luer) Luer (1997)
- Trichosalpinx ligulata Luer & Hirtz (1997)
- Trichosalpinx lilliputalis (Luer & Hirtz) Luer (1997)
- Trichosalpinx macphersonii Luer (1997)
- Trichosalpinx manningii Luer (2002)
- Trichosalpinx membraniflora (C. Schweinf.) Luer (1983)
- Trichosalpinx memor (Rchb.f.) Luer (1983)
- Trichosalpinx metamorpha Luer & Hirtz (1997)
- Trichosalpinx montana (Barb.Rodr.) Luer (1983)
- Trichosalpinx multicuspidata (Rchb.f.) Luer (1983)
- Trichosalpinx nana (Ames & C. Schweinf.) Luer (1983)
- Trichosalpinx navarrensis (Ames) Mora-Ret. & García Castro (1992)
- Trichosalpinx notosibirica (T. Hashim.) Luer (1983)
- Trichosalpinx nymphalis (Luer) Luer (1983)
- Trichosalpinx orbicularis (Lindl.) Luer (1983)
- Trichosalpinx otarion (Luer) Luer (1983)
- Trichosalpinx pandurata D.E. Benn. & Christenson (2001)
- Trichosalpinx parsonsii Luer & Dodson (1997)
- Trichosalpinx patula Luer (1998)
- Trichosalpinx pergrata (Ames) Luer (1983)
- Trichosalpinx pringlei (Schltr.) Luer (1983)
- Trichosalpinx pseudolepanthes Luer & R. Escobar (1984)
- Trichosalpinx psilantha Luer (1997)
- Trichosalpinx pumila (Luer) Luer (1983)
- Trichosalpinx punctatifolia (Barb.Rodr.) Luer (1983)
- Trichosalpinx purpurea Seehawer (1998)
- Trichosalpinx pusilla (Kunth) Luer (1983)
- Trichosalpinx quitensis (Rchb.f.) Luer (1983)
- Trichosalpinx ramosii Luer  (1997)
- Trichosalpinx ringens Luer, (1996)
- Trichosalpinx robledorum (Luer & R. Escobar) Luer (1983)
- Trichosalpinx rotundata (C.S chweinf.) Dressler  (1997)
- Trichosalpinx scabridula (Rolfe) Luer (1983)
- Trichosalpinx semilunata (Luer) Luer (1983)
- Trichosalpinx sijmii Luer  (2002)
- Trichosalpinx silverstonei Luer  (1997)
- Trichosalpinx solomonii Luer  (1997)
- Trichosalpinx spathulata Luer  (1997)
- Trichosalpinx steyermarkii Luer  (1997)
- Trichosalpinx strumifera Luer  (1997)
- Trichosalpinx systremmata (Luer) Luer (1983)
- Trichosalpinx tantilla (Luer) Luer  (1997)
- Trichosalpinx teaguei Luer  (1997)
- Trichosalpinx tenuiflora (Schltr.) Luer (1983)
- Trichosalpinx tenuis (C. Schweinf.) Luer (1983)
- Trichosalpinx teres Luer  (1997)
- Trichosalpinx todziae Luer (1996)
- Trichosalpinx trachystoma (Schltr.) Luer (1983)
- Trichosalpinx triangulipetala (Ames & Correll) Luer (1983)
- Trichosalpinx trilobata (Fawc. & Rendle) Luer (1983)
- Trichosalpinx tropida (Luer) Luer (1983)
- Trichosalpinx uvaria Luer  (1997)
- Trichosalpinx vagans (Garay & Dunst.) Luer (1983)
- Trichosalpinx vasquezii Luer  (1997)
- Trichosalpinx webbiae Luer & R. Escobar (1984)
- Trichosalpinx werneri Luer (2002)
- Trichosalpinx wilhelmii Luer  (1997)
- Trichosalpinx xiphochila (Rchb.f.) Luer (1983)
- Trichosalpinx yanganensis (Luer) Luer (1983)
- Trichosalpinx zunagensis Luer & Hirtz  (1997)